# Шлях на Амальтею
«Шлях на Амальтею» (рос. Путь на Амальтею) — науково-фантастична повість радянських письменників Аркадія і Бориса Стругацьких. Написана 1959 року, опублікована 1960 року видавництвом «Молода гвардія».

## Діючі особи

### Екіпаж і пасажири фотонної вантажівки «Тахмасіб»
- Олексій Петрович Биков, капітан корабля.
- Михайло Петрович Крутиков, старший штурман.
- Іван Жилін, бортінженер.
- Володимир Сергійович Юрковський, планетолог.
- Григорій Йоганович Дауге, планетолог.
- Шарль Моллар, радіооптик.

### Співробітники «Джей-станції» на Амальтеї
- Кангрен, директор станції.
- Дядько Валнога, кухар (інженер-гастроном).
- Валентин Козлов, Вадим Потапов, Зоя Іванова, Костянтин Стеценко, Грегор, Галя та інші.

## Сюжет
Продовольчий склад наукової станції на Каллісто, супутнику Юпітера, повністю знищений грибком. Щоб врятувати людей від голодної смерті, керівництво «Джей-станції», розташованої на Амальтеї, іншому супутнику Юпітера, віддає половину своїх запасів продовольства на Каллісто. Реальна загроза голоду відтепер нависла і над співробітниками «Джей-станції».
Космічний корабель «Тахмасіб» з екіпажем з трьох осіб (Биков, Крутиков і Жилін) і пасажирами Дауге, Юрковським і Молларом, терміново відправлений з вантажем продуктів на Амальтею.
У безпосередній близькості від Юпітера «Тахмасіб» піддається метеорній атаці, втрачає швидкість і починає провалюватися у водневу атмосферу планети. Екіпажу вдається частково відновити працездатність корабля і на граничних перевантаженнях вийти з гравітаційного захоплення Юпітера. «Тахмасіб» досягає Амальтеї.

## Особливості
У «Шляху на Амальтею» автори починають позбуватися від звичної в фантастиці того часу повчальності і озвучування устами героїв наукових відомостей і технічних концепцій.
Стругацькі не приховували, що «Шлях на Амальтею» написаний під сильним стилістичним впливом Ернеста Хемінгуея.
Не виключено, що вибір саме Амальтеї (супутника Юпітера, названого на ім'я міфічної кози, що вигодувала своїм молоком немовля-Зевса і чий ріг згодом став асоціюватися з «рогом достатку») як земної колонії, яка страждає від голоду, був зроблений братами Стругацькими не випадково і містить в собі додаткову іронію.

## Передбачення
У повісті передбачено відкриття Кілець Юпітера.
У той же час деякі астрономічні подробиці передбачені неправильно. Згідно з книгою, період обертання Амальтеї навколо своєї осі становить 35 годин, тому через кожні 13,5 години можна спостерігати схід і захід Юпітера. Насправді ж Амальтея (як і Місяць, і більшість супутників Сонячної системи) завжди повернена до планети однією стороною, тому побачити захід або схід Юпітера на ній неможливо.